# High Rhulain
 (octobre 2023).
Si vous disposez d'ouvrages ou d'articles de référence ou si vous connaissez des sites web de qualité traitant du thème abordé ici, merci de compléter l'article en donnant les références utiles à sa vérifiabilité et en les liant à la section « Notes et références ».
High Rhulain est le dix-huitième tome de la série de romans de fantasy pour la jeunesse Rougemuraille de Brian Jacques. Il a été publié en 2005 et, bien que les éditions Mango aient annoncé sa sortie en France en 2007 sous le nom Le destin de Tiria, il n'a pas encore été traduit en français. 